# Joe Masseria
Giuseppe "Joe The Boss" Masseria (Menfi, 17 de enero de 1886 - Nueva York, 15 de abril de 1931) fue uno de los primeros "capos" o jefes de la Mafia ítalo estadounidense en Nueva York. Fue la cabeza de lo que hoy se conoce como la Familia criminal Genovese, una de las Cinco Familias de la Mafia en Nueva York, entre 1922 hasta 1931. En 1930, luchó en la Guerra de Castellammarese para tomar el control de las actividades criminales en la ciudad. La guerra terminó con su asesinato el 15 de abril de 1931 en un ataque ordenado por su propio teniente, Charles "Lucky" Luciano, quien llegó a un acuerdo con el jefe de la facción rival Salvatore Maranzano

## Primeros años
Giuseppe Masseria nació el 17 de enero de 1886 en Menfi, Provincia de Agrigento, Sicilia, en una familia de sastres. Cuando fue joven, se mudó a la ciudad de Marsala, en la provincia de Trapani. Masseria llegó a los Estados Unidos en 1902y luego se hizo miembro de la familia criminal Morello, basada en Harlem y en partes de Little Italy en el bajo Manhattan. Masseria fue contemporáneo de otros capitanes de esas familia mafiosa como Gaetano Reina. En 1909, Masseria fue apresado por robo y recibió una sentencia suspendida. El 23 de mayo de 1913, Masseria fue sentenciado a pasar de 4  6 años en prisión por robo de tercer grado.
Cuando terminaban los años 1910, Masseria y el jefe Salvatore D'Aquila lucharon por el poder en Nueva York. Para inicios de los años 1920, estaban en guerra uno con el otro . En 1920, Masseria reclutó a Lucky Luciano como uno de sus pistoleros. D'Aquila también tenía un pistolero trabajando para él, Umberto Valenti, y le ordenó matar a Masseria. El 7 de mayo de 1922, el jefe de la familia criminal Morello/Terranova, Vincenzo Terranova, fue asesinado en un tiroteo con carros cerca de su casa en la calle 116 este. Se creyó que Valenti fue personalmente responsable. Horas después, el subjefe de Terranova Silva Tagliagamba fue fatalmente herido en el bajo Manhattan por Valenti y sus pistoleros. Al día siguiente, Valenti y algunos de sus hombres atacaron al nuevo jefe de la familia rival Terranova, Masseria. Valenti encontró a Masseria y sus guardaespaldas en Grand Street "a una cuadra de los cuarteles generales de la policía". Masseria se escapó pero los pistoleros habían matado a cuatro hombres y dos mujeres; Masseria tiró su pistola lejos y fue arrestado mientras huía de la escena.
El 9 de agosto de 1922, Masseria salió de su apartamento en el 80 de la Segunda Avenida y fue alcanzado por dos hombres armados que abrieron fuego contra él. Masseria se agachó y entró a una tienda en el 82 de la Segunda Avenida con los pistoleros persiguiéndole. Ellos dispararon la ventana de la fachada y dentro de la tienda. Los pistoleros se escaparon por la Segunda Avenida hacia un carro que los esperaba justo en la esquina con la Calle 5 Este. El carro fue un Hudson Cruiser. Los pistoleros saltaron en el estribo a medida que el carro aceleraba por esa calle hacia el Bowery, disparando al aire. Los pistoleros entonces se abrieron paso a través de una muchedumbre y dispararon ante el bloqueo, hiriendo a seis hombres. Masseria sobrevivió al ataque y fue encontrado por la policía en habitación conmocionado. Estaba sentado en su cama, mareado, con dos agujeros de bala en su sombrero de paja, que aún estaba vistiendo. El incidente hizo que Masseria ganara respeto entre los gánsters como "el hombre que puede esquivar balas" y su reputación empezó a crecer así como la de D'Aquila empezó a caer.
Cuarenta y ocho horas después, el 11 de agosto, Valenti acudió a una reunión en un café en la esquina de la Segunda Avenida con la calle 12 este. Las versiones difieren sobre quien estaba ahí. Usualmente se dice que el principal aliado de Masseria Giuseppe Morello estuvo presente. Aparentemente al darse cuenta de que su vida estaba en peligro, Valenti salió del café mientras las balas empezaban a volar. Una niña de ocho años que estaba de pie cerca fue herida. Valenti logró subirse a un taxi antes de colapsar al estar mortalmente herido. El Herald informó, "Valenti, de quien se decía que era fuerte en su odio hacia Masseria, fue asesinado a sangre fría y con poca compunción tomo uno mataría una mosca." Las historias del hampa han afirmado por mucho tiempo que su asesinato no fue otro que Charles "Lucky" Luciano. Justo después de este incidente, Giuseppe Masseria empezó a ser llamado como "Joe the Boss".

## Guerra de Castellammarese
Masseria se convirtió en la cabeza de la familia Morello y fue conocido como "Joe the Boss", con Giuseppe Morello como su consigliere.
Salvatore D'Aquila fue asesinado el 10 de octubre de 1928. Masseria, el líder de la pandilla que emergió de la antigua familia criminal Morello, fue seleccionado para reemplazar a D'Aquila como el nuevo capo dei capi ese mismo invierno. Después de su promoción, Masseria empezó a presionar a otras pandillas mafiosas para que paguen tributos monetarios. Otros mafiosos lo acusaron de orquestar los asesinatos de 1930 de Gaspar Milazzo en Detroit y Gaetano Reina en el Bronx. Nicolo Schiro trató de replicar la estrategia de neutralidad que utilizó para lidiar con D'Aquila pero con Masseria fue vigorosamente opuesto por Salvatore Maranzano y el jefe de Buffalo Stefano Magaddino. Masseria alegó que Schiro había cometido una trasgresión y demendó que le pagara $10,000 y renunciara a ser jefe de su familia. Schiro cumplió con lo demandado. Poco después, Vito Bonventre fue asesinado en su casa el 15 de julio de 1930. Esto llevó a Maranzano a ser elevado a jefe de la familia y se generó un conflicto con Masseria y sus aliados conocido como la guerra de Castellammarese.
Durante la guerra de Castellammarese, entre 1930 y 1931, Masseria y Morello lucharon contra un grupo rival, basado en Brooklyn, liderado por Salvatore Maranzano y Joseph Bonanno. Morello, con bastante experiencia en el juego del asesinato, se convirtió en el "jefe de guerra" de Maseria y consejero estratégico.
Una de las primeras víctimas de la guerra, Morello fue asesinado junto con el asociado Joseph Perriano el 15 de agosto de 1930, mientras recolectaba recibos de efectivo en su oficina en Harlem del Este. Joseph Valachi, el primer made man en la Mafia estadounidense en declarar para el gobierno, identificó al asesino de Morello como un pistolero Castellammarese que conocía como "Buster de Chicago".

## Muerte
En un acuerdo secreto con Maranzano, Lucky Luciano aceptó preparar la muerte de su jefe, Masseria, a cambio de recibir sus garitos y convertirse en el segundo en comando de Maranzano. Joe Adonis se había unido a la facción de Masseria y cuando Masseria oyó sobre la traición de Luciano, se acercó a Adonis para que mate a Luciano. Sin embargo, Adonis en cambio advirtió a Luciano sobre el plan para matarlo. El 15 de abril de 1931, Luciano invitó a Masseria a una reunión donde fue asesinado en un restaurante llamado Nuova Villa Tammaro en Coney Island. Mientras ellos jugaban cartas, Luciano supuestamente se excusó para ir al baño, con los pistoleros reportados siendo Albert Anastasia, Vito Genovese, Joe Adonis, y Benjamin "Bugsy" Siegel; Ciro "The Artichoke King" Terranova manejó el carro de huida pero la leyenda dice que él estaba demasiado nervioso para manejar y tuvo que ser sacado del asiento del piloto por Siegel.
Luciano fue intervenido y cuestionado por la policía. En ese momento, la policía sospechaba que un gánster llamado John "Silk Stockings" Giustra era uno de los pistoleros del asesinato de Masseria. Esto se basaba en el reporte de un informante confidencial que dijo que uno de los abrigos encontrados en la escena del crimen fue identificado como que pertenecía a Giustra. El caso se cayó a raíz de que Giustra fuera asesinado el 9 de julio de 1931.
Según el The New York Times, "Después de eso, la policía ha sido incapaz de saber qué pasó. Supuestamente Masseria está "sentado en una mesa jugando cartas con dos o tres hombres desconocidos" cuando fue disparado por la espalda. Murió de heridas de disparo en la cabeza, espalda y pecho. La autopsia de Masseria mostró que murió con el estómago vacío. No hubo testigos, aunque "dos o tres" hombres fueron observados dejando el restaurante y metiéndose en un vehículo robado. Nadie fue detenido por el asesinato de Masseria así como no hubo testigos y Luciano tenía una coartada.
Masseria esta enterrado en el Calvary Cemetery en Queens, New York.

## En la cultura popular

### Películas
- The Valachi Papers (1972) – interpretado por Alessandro Sperlì
- Mobsters (1991) – interpretado por Anthony Quinn
- Lansky (1999) – interpretado por Bill Capizzi
- Bonanno: A Godfather’s Story (1999) – interpretado por Tony Calabretta

### Series de TV
- Boardwalk Empire (2010–2014) – interpretado por Ivo Nandi. Su asesinato se muestra como llevado a cabo por Benny Siegel y Tonino Sandrelli.
- The Making of the Mob: New York (2015) – En este docudrama es interpretado por Stelio Savante
- The Gangster Chronicles (1981) – en esta miniserie de la NBC es interpretado por Richard S. Castellano